# Белодубровский, Александр Саввич
Александр Саввич Белодубровский — начальник конструкторского бюро СКБ Министерства судостроительной промышленности, разработчик первых в СССР специализированных вычислительных управляющих приборов, лауреат Ленинской премии.

## Биография
Родился в 1920 г., Псковская область, Себежский район, п. Идрица.
С 1938 года учился в ЛЭТИ, к началу войны окончил 3 курса. Вступив в народное ополчение, участвовал в обороне Ленинграда.
В августе 1941 г. направлен в ЛАТУЗА им. Баранова. После окончания училища с мая 1942 г. в действующей армии, техник-лейтенант, 58-я зенитная артиллерийская дивизия.
Окончил ЛЭТИ в 1948 г., выпускник кафедры счетно-решающей техники.
Работал в ОКБ МСП (ленинградский филиал московского Специального конструкторского бюро Народного комиссариата судостроительной промышленности — СКБ НКСП, в 1949 году преобразован в НИИ-303, с 1966 года Центральный научно-исследовательский институт «Электроприбор», предприятие по разработке высокоточных навигационных комплексов и гироскопических систем для кораблей ВМФ). Начальник конструкторского бюро СКБ, зам. главного конструктора по конструкции.
Скоропостижно умер в 1980-х годах (не ранее 1985).
Разработчик первых советских специализированных вычислительных управляющих приборов, в том числе для АПЛ.
Лауреат Ленинской премии (1963, в составе коллектива: В. И. Маслевский, Р. Н. Петреник, А. С. Белодубровский). Награждён орденами и медалями.